# Hylaeus vachalianus
Hylaeus vachalianus är en biart som beskrevs av Jesus Santiago Moure 1960. Hylaeus vachalianus ingår i släktet citronbin, och familjen korttungebin. Inga underarter finns listade i Catalogue of Life.